# Тихонов, Николай Иванович
Николай Иванович Тихонов (7 ноября 1914, хутор Оскочное, Курская губерния — 28 июня 1986, Белгород) — командир стрелкового батальона 836-го стрелкового полка (240-я стрелковая дивизия, 38-я армия, Воронежский фронт), капитан, Герой Советского Союза.

## Биография
Родился 7 ноября 1914 года на хуторе Оскочное в семье крестьянина. Начальную школу окончил в Оскочном, семилетку — в Белгороде.
С 1930 по 1933 год работал в колхозе «Красный труженик», а затем мастером по обжигу кирпича в городе Бикин Хабаровского края. С 1937 по 1939 год проходил срочную службу в Красной Армии.

### В годы Великой Отечественной войны
Участник Великой Отечественной войны с июня 1941 года. В 1941 году получил первое офицерское звание, окончив курсы младших лейтенантов. Воевал на Воронежском и 1-м Украинском фронтах. За годы войны прошел путь от стрелка до командира батальона. Дважды ранен и дважды контужен.
Старший лейтенант Тихонов отличился 7 октября 1943 года. Когда в числе первых форсировал реку Днепр и овладел селом Лютеж (Вышегородский район Киевской области). За последующие двое суток батальон отразил до 15 контратак противника, нанёс ему значительный урон в живой силе и технике, и удержал рубеж до прихода основных сил.
Указом Президиума Верховного Совета СССР от 29 октября 1943 года за образцовое выполнение боевых заданий командования на фронте борьбы с немецко-фашистскими захватчиками и проявленные при этом мужество и героизм старшему лейтенанту Тихонову Николаю Ивановичу присвоено звание Героя Советского Союза (медаль «Золотая Звезда» № 1861).

### Мирное время
С 1946 года капитан Н. И. Тихонов в запасе. До конца дней своих жил и работал в городе Белгород на фабрике индивидуального пошива и ремонта обуви. Скончался 28 июня 1986 года.

## Награды
Награждён орденами Ленина, Красного Знамени, Отечественной войны 1-й степени, медалями.

## Память
- На аллее героев в Белгороде установлен бюст Н. И. Тихонова.
- На доме, где жил герой, размещена мемориальная доска.